# チェルヴェーレ
チェルヴェーレ（伊: Cervere）は、イタリア共和国ピエモンテ州クーネオ県にある、人口約2,200人の基礎自治体（コムーネ）。

## 地理

### 位置・広がり

#### 隣接コムーネ
隣接するコムーネは以下の通り。
- ケラスコ
- フォッサーノ
- マレーネ
- サルムール
- サヴィリアーノ

## 行政

### 分離集落
チェルヴェーレには、以下の分離集落（フラツィオーネ）がある。
- Grinzano, Montarossa, Tetti Chiaramelli, Tetti Paglieri